# Римський салют

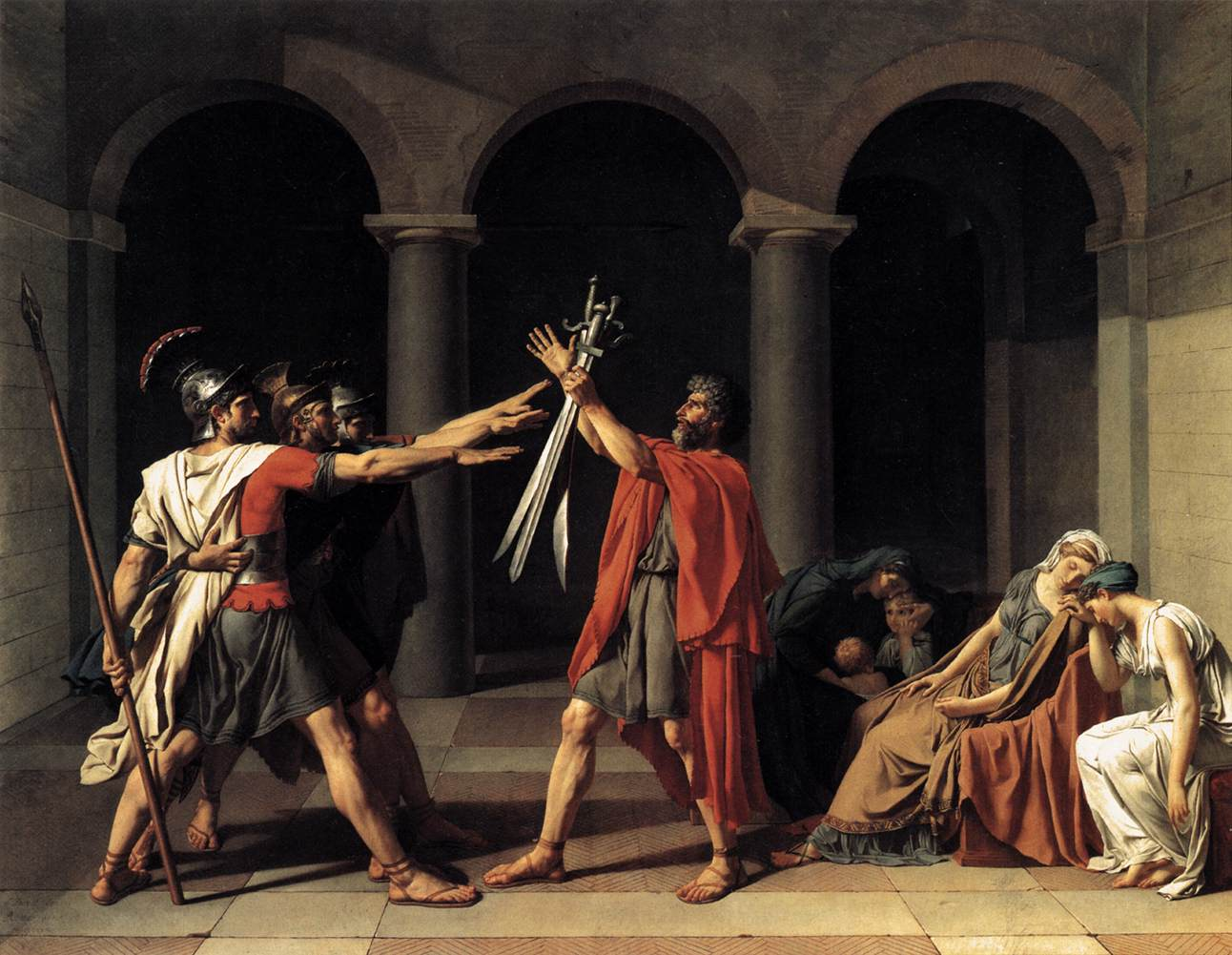
Римський салют — «Присяга Гораціїв», Жак-Луї Давід

Римський салют, також відомий як фашистський салют — вітальний жест, в якому права рука витягнута вперед зі з'єднаними та витягнутими у тому ж напрямку пальцями, долоня орієнтується вниз. Рука може бути розташована горизонтально, або під кутом підніматися угору. Останній варіант у сучасні часи зазвичай вважається символом фашизму, який базувався на звичаї, що приписують стародавньому Риму. Однак, жоден римський текст не дає такого опису, і римські твори мистецтва, які демонструють салютні жести, мало схожі на сучасний римський салют, або ж мають зовсім інакше значення. Сучасні історики продовжують дискутувати про реальні витоки цього жесту і його еволюцію у культурному контексті Європи.
Асоціація цього жесту з римською республіканською та імперською культурою почала формуватися з картини Жака-Луї Давіда «Присяга Гораціїв» (1784). Цей зв'язок був надалі розвинений і в інших неокласичних творах мистецтва. У США подібний жест для клятви вірності, відомий як Салют Белламі, був створений Френсісом Белламі у 1892 році. Жест набув популярності в п'єсах і фільмах кінця XIX — початку XX століття, де його зображували як стародавній римський звичай. Прикладом є італійський фільм «Кабірія» (1914), сценарій до якого писав націоналістичний поет Габріеле д'Аннунціо. У 1919 році д'Аннунціо переосмислив цей жест як неоімперський ритуал, під час окупації міста Фіуме (нині хорватське місто Рієка).

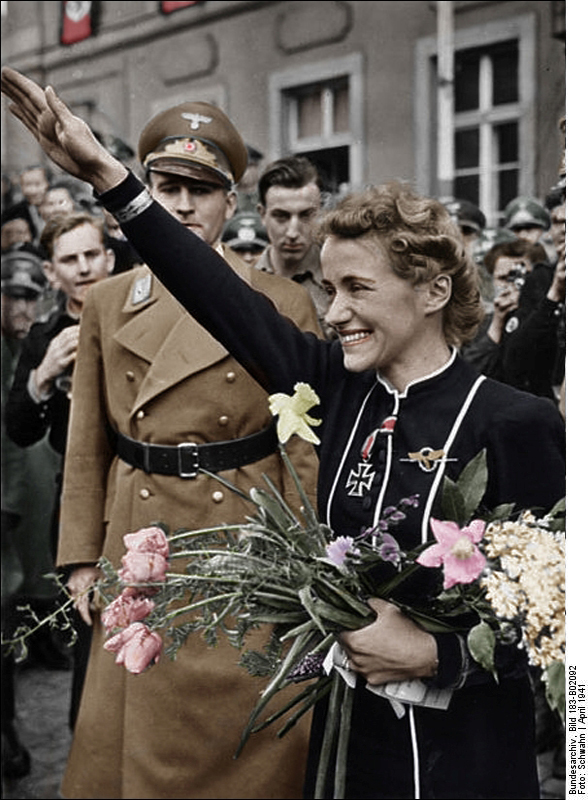
Римський салют у виконанні авіаторки Третього рейху Ганни Райч, квітень 1941

Завдяки впливу д'Аннунціо жест швидко став частиною символіки зростаючого італійського фашистського руху. У 1923 році він був офіційно прийнятий італійським фашистським режимом. Пізніше його перейняли німецькі нацисти, і в 1926 році він став обов'язковим у Націонал-соціалістичній робітничій партії Німеччини, набувши національної популярності в Німеччині після приходу націонал-соціалістів до влади в 1933 році. Цей жест також прийняли інші фашистські, ультраправі та ультранаціоналістичні рухи.
В грудні 1942 року Конгрес США прийняв поправки до Кодексу про прапор, щоб уникнути схожості жестів салют Белламі з нацистським вітанням. Клятву прапору стали вимовляти, поклавши праву руку долонею на серці.
З кінця Другої світової війни демонстрація нацистського варіанту салюту є кримінальним правопорушенням у Німеччині, Австрії, Чехії, Словаччині та Польщі. Юридичні обмеження на його використання в Італії є складнішими та часто викликають суперечки. Жест і його варіації продовжують використовуватися в неофашистських, неонацистських і фалангістських контекстах.

## Витоки жесту

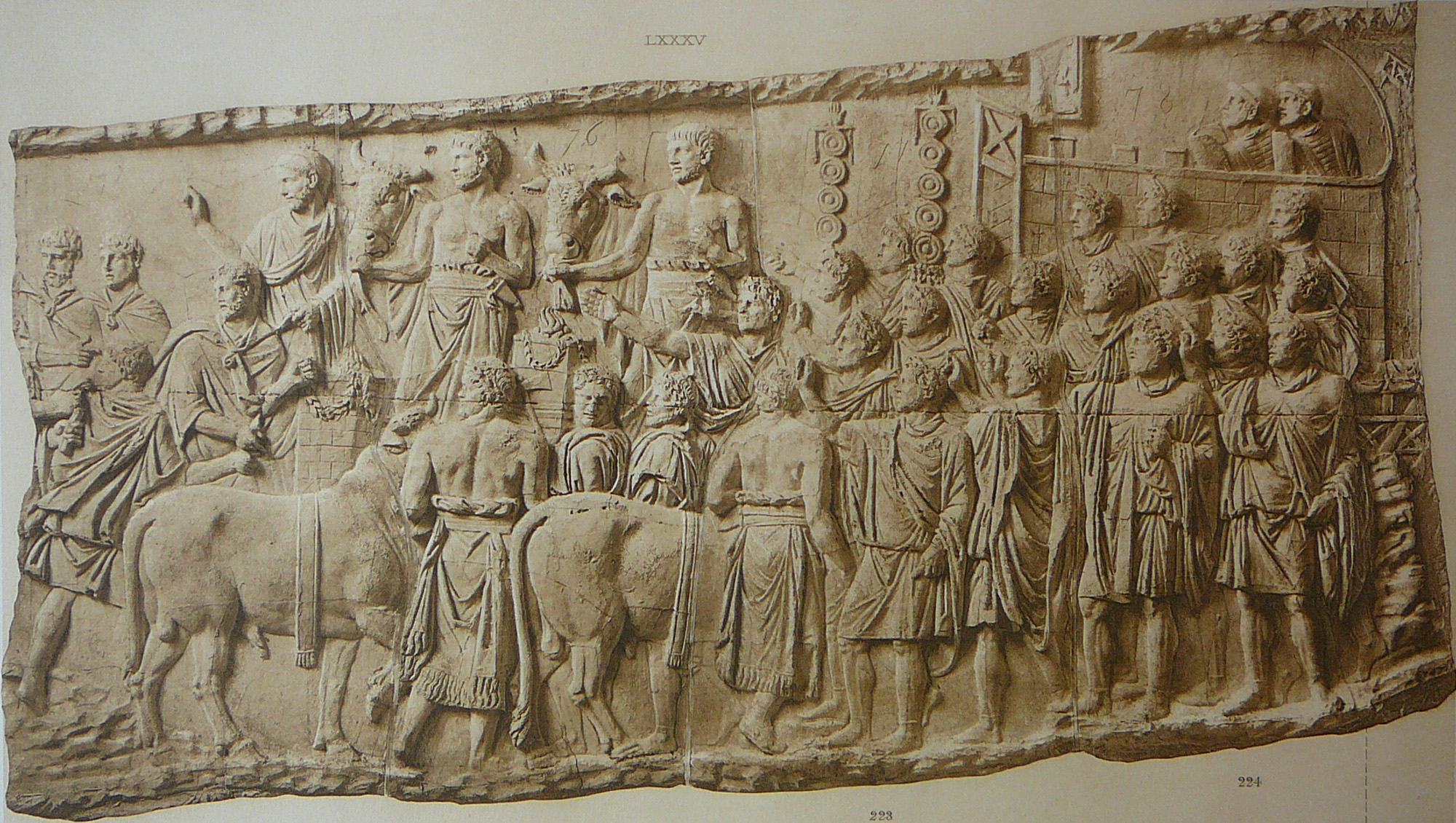
Фрагмент фризу колони Траяна, який зображує глядачів, що підіймають руки, щоб визнати імператора (сцена LXXXV)

Сучасний жест виглядає так: потрібно потужно витягнути праву руку вперед і підняти її приблизно на 135 градусів від вертикальної осі тіла, з прямою долонею і витягнутими пальцями, які торкаються один одного. Згідно з поширеними уявленнями, цей салют був заснований на стародавньому римському звичаї. Однак опис цього жесту не зустрічається в римській літературі та ніколи не згадується давньоримськими істориками. Жоден римський твір мистецтва не зображає такого виду салюту. Жест піднятої правої руки або руки в римській та інших стародавніх культурах, що існує в збереженій літературі та мистецтві, зазвичай мав значно іншу функцію і ніколи не був ідентичним сучасному салюту з витягнутою рукою.

Август з Прима-Порта

Символ правої руки (лат. dextera, dextra; гр. δεξιά — dexia) зазвичай використовувався в давнину як символ обіцянки довіри, дружби або вірності. Наприклад, Цицерон казав, що Октавіан дав клятву Юлію Цезарю, витягуючи праву руку: «Хоча той молодий [молодий Цезар Октавіан] та є могутнім і добре поставив Антонія на місце, ми все ж повинні дочекатися кінця. Але яка промова! Він дав свою клятву словами: 'так нехай я досягну почестей мого батька!', і водночас витягнув праву руку в напрямку його статуї.»
Скульптури, що увічнюють воєнні перемоги, такі як ті, що на Арці Тита, Арці Костянтина або на Колоні Траяна, є найвідомішими прикладами піднятих рук у мистецтві того періоду. Однак ці пам'ятники не демонструють жодного чіткого зображення римського салюту.
Зображення, найближчі салюту, з піднятої догори рукою, – це сцени в римських скульптурах та монетах, під назвами adlocutio, acclamatio, adventus або profectio. Це сцени, коли високопоставлений чиновник, такий як генерал або імператор, звертається до індивідуумів або групи, часто солдатів. На відміну від сучасного звичаю, коли і лідер, і люди, до яких він звертається, підіймають руки, більшість цих сцен показують, що лише старший чиновник підіймає руку. Іноді це знак вітання або доброзичливості, але зазвичай це використовується як вказівка на владу.
Приклад привітального жесту імперської влади можна побачити на статуї «Августа з Прима-Порта», яка дотримується певних правил, встановлених ораторськими вченими того часу. У найстарішій збереженій латинській книзі з риторики Rhetorica ad Herennium анонімний автор стверджує, що оратор «контролюватиме себе у всьому своєму тілі та в мужніх кутах своїх боків, з витягнутою рукою у моменти запалу промови, простягаючи руку в розслабленому стані». Квінтиліан в Institutio Oratoria заявляє: «Експерти не дозволяють підіймати руку вище рівня очей або опускати її нижче грудей; настільки це істинно, що вважається помилкою спрямовувати руку вище голови або опускати її до нижньої частини живота. Її можна витягувати вліво в межах плеча, але за його межами — це не личить.»

## XIX і XX сторіччя

Беніто Муссоліні показує Римське привітання поруч із Адольфом Гітлером

12 жовтня 1892 у США на Клятві вірності прапору США Френсіс Белламі на День Колумба продемонстрував наступний ритуал: під час проголошення слів «Клянуся у вірності моєму прапору» праву руку піднімають до грудей, потім різко скидають угору і спрямовують на прапор. Цей ритуал швидко отримав назву «салют Белламі», його стали широко використовувати у скаутських організаціях. Через схожість із нацистським вітанням салют Белламі скасували і Конгрес ухвалив рішення вимовляти клятву, поклавши праву руку на серце.

### Італія
Прийнято за ініціативою Беніто Муссоліні на знак відродження римських традицій або як вираження відновлення зв'язку фашистської Італії з великим минулим.

### Німеччина
У Німеччині вітання епізодично використовувала Націонал-соціалістична робітнича партія Німеччини (NSDAP) з 1923 року; стало обов'язковим для цього руху 1926 року. Названий привітанням Гітлера (нім. Hitlergruß), він функціонував як вираження прихильності всередині партії.

## Після Другої світової війни

### Італія
Італійська конституція забороняє відтворення фашистської партії. За Законом Шельби, прийнятим 20 червня 1952, таким відтворенням вважається підтримка недемократичних цілей п'ятьма і більше особами. 25 червня 1993 закон Манчіно додав заборону усіх форм расової, етнічної, та релігійної дискримінацій. Громадські демонстрації, зібрання та публікації такого виду заборонені. Санкції включають заборону на спортивні змагання і призупинення дій водійських прав та паспортів. Однак ці закони важко реалізувати в життя і рідко використовуються. 2005 року італійський футболіст Паоло Ді Каніо створив навколо себе численні суперечки, вітаючи вболівальників «Лаціо» римським салютом. Також він захоплювався Муссоліні.
19 січня 2024 року, як повідомила телерадіокомпанія CNN, Верховний суд Італії постановив, що фашистські вітання є законними на мітингах, якщо вони не загрожують громадському порядку або не становлять ризиків відродження забороненої в країні фашистської партії. Рішення було ухвалене майже через два тижні після того, як понад 150 чоловіків виконували фашистське вітання, яке іноді називають «римським вітанням», у центрі Риму в пам'ять про вбивство 7 січня 1978 року двох членів ультраправої молодіжної групи.

### Німеччина
Використання салюту і супровідні фрази були заборонені у Німеччині законом після закінчення Другої світової війни. Стаття 86 німецького кримінального кодексу передбачає покарання до трьох років тюремного ув'язнення за будь-яке використання салюту, якщо він використовується не в художніх, наукових або освітніх цілях.